# Пасынки Вселенной
«Па́сынки Вселе́нной» (англ. Orphans of the Sky, дословно Сироты небесные) — научно-фантастический роман Роберта Хайнлайна, составленный в 1963 году из двух произведений с общим сюжетом и героями: повести «Вселенная» (опубликована в Astounding Science Fiction в мае 1941 года) и её продолжения «Здравый смысл» (опубликована в том же журнале в октябре 1941 года). Отдельное книжное издание «Вселенной» осуществлялось в 1951 году, тогда же повесть инсценировали для радиопостановки.
Сюжет разворачивается внутри «корабля поколений», запущенного с Земли к Проксиме Центавра в 2119 году. Далее после мятежа погибли пилоты, главный двигатель был остановлен, но основная часть потомков астронавтов выжила и занимается сельским хозяйством, утратив понятие о метрическом времени. Корабль стал для своих обитателей Вселенной, обслуживание его механизмов — ритуалами, вокруг которых возникла религия. Ученик офицера-жреца Хью Хойланд в столкновении с мутантами-мятежниками, таящимися в отдалённых закоулках Корабля, попадает в плен и становится компаньоном Джо-Джима Грегори — двухголового интеллектуала. Собрав небольшую команду, Хью постепенно постигает сущность мира вне Корабля, обнаруживает космическую шлюпку и совершает побег, приземлившись в финале на планету, пригодную для жизни.

## Сюжет

### Фантастический мир

Схема «Истории будущего» Хайнлайна в переводе на русский язык

В схеме «Истории будущего» Хайнлайна, опубликованной в журнале Astounding Science Fiction в 1940 году, «Пасынки Вселенной» находились ближе к концу, действие относилось к отдалённому будущему. Время и обстоятельства действия вводятся эпиграфом, якобы из книги Франклина Бака «Романтики современной астрографии»: в 2119 году «Фондом Джордана» была запущена экспедиция к Проксиме Центавра. «О судьбе, постигшей экспедицию, можно только догадываться». Основное действие разворачивается на борту звездолёта «Авангард», чей экипаж одичал настолько, что утратил представление о метрическом времени. Общество, в котором существуют герои, — создано искусственно, и другого образа жизни они не могут себе представить. Из множества эпизодов, раскиданных по тексту, становится понятным, что спустя долгие годы после начала полёта младший механик Рой Хафф поднял мятеж, в результате которого погибли все пилоты и инженеры, а также девяносто процентов членов экипажа. Оставшиеся в живых не имели интеллектуальных ресурсов и умений для управления звездолётом, им пришлось направить все усилия на выживание. Очень быстро потомки выживших утратили понимание цели полёта и предназначения корабля и скатились на уровень доиндустриального общества. «Авангард» давно сбился с курса и летит в космическом пространстве, никем не управляемый. Остановлены главные двигатели, больше не поддерживается защита от космического излучения. Навыки обслуживания технических устройств звездолёта — особенно Конвертера, преобразующего в свет и тепло любую материю (включая отбросы и трупы), — превратились в религиозные ритуалы. Учитель главного героя рассуждает, что люди древности были «неизлечимыми романтиками»: упоминание «Полёта» в старых текстах интерпретируется как метафора движения от рождения к смерти, а ньютоновские законы гравитации — как символы любовных отношений. Подавляющее большинство обитателей «Авангарда» — крестьяне, выращивающие злаки и скот на нижних, оранжерейных палубах корабля-цилиндра. Они неграмотны, необходимые коммуникационные нужды поддерживают Свидетели, заучивающие наизусть условия сделок и проповедующие в поэтической форме мифы о творце Джордане и злобном Хаффе. Офицеры-жрецы именуются также «Учёными», их главная функция — сохранение научных текстов и обслуживание технических устройств. На верхних палубах затаились банды мутантов — потомков мятежников («мьютов» mutie), которые ведут против Экипажа бесконечную партизанскую войну.

### «Вселенная»
Действие не датировано, сюжет не разделён на главы.
Повесть начинается с похода группы молодых селян во главе с Хью Хойландом на верхние палубы Корабля, где начинается невесомость. Они сталкиваются с мьютами (одна из них — самка с четырьмя ногами) и подвергаются обстрелу железными снарядами из пращей, пытаясь отвечать, что нелегко в низкой гравитации. Хойланд и Морт Тайлер — ученики «Учёных», получающие навыки чтения и письма, а также математических действий; Алан Махони — обычный крестьянин. Наконец они спускаются на ярко освещённые палубы с нормальной силой тяжести, где расстояние между полом и потолком в два раза выше: «Воздух здесь был влажный и тёплый; взгляд тонул в растениях плантаций». Общинное помещение деревни Хойланда имеет высоту в три палубы. В деревне Хью Хойланд общается с дядей Эдардом и вместе с ним идёт к Свидетелю (одновременно юристу и бухгалтеру), который разрешает спор о сделке между Хойландом-старшим и его соседом. Хью донимает Свидетеля вопросами о смысле бытия и сущности мироздания и выслушивает строки поэмы «Начала» («Джордан был допрежь начала; // до всего были мысли одинокие его, // И была до человека пустота, // что безжизненна, безвидна и пуста»), в которой слились воедино важнейшие библейские сюжеты, изложены Правила и План. Далее, смущённый, он беседует со старым учителем — Лейтенантом Нельсоном (попечителем деревни и её жителей), который объясняет, что Хью обладает крайне редким качеством: он интеллектуален и любознателен, но его томление коренится в попытках втиснуть субъективные ощущения в религиозную доктрину, обрекая на социальное аутсайдерство и одиночество. Хойланд, воспитанный в религиозной системе, воспринимает непонимание сослуживцев как моральную проблему: незнание — ошибка, непонимание — грех. Нельсон поясняет, что при рождении у Хью была слишком большая голова, то есть он потенциальный мутант, но лейтенант не позволил отправить младенца в Конвертер. Однако чрезмерное рвение Хойланда несомненно способно привести его в Конвертер («отправить в Полёт») в любой момент, единственный путь спасения — войти в ряды Учёных-офицеров.
Хойланд переезжает в дом Нельсона и принимается за освоение Священных Книг — учебников по физике и математике и пособий по обслуживанию механизмов климат-контроля и экологического контроля Корабля, отопления и освещения. Томление его не уменьшилось: больше всего беспокоит упоминание Полёта, и постоянные отсылки к «далёкому Центавру», и моральный статус мьютов. Нельсон пояснил, что мьюты — потомки соратников Хаффа, следовательно, не являются людьми. Однако Хойланд не может избавиться от мысли, что Полёт в древних текстах означает именно реальное перемещение Корабля, что абсурдно: «Корабль неподвижен. Корабль — это Вселенная. Но, конечно, она движется в духовном смысле слова». Полный сомнений Хью вошёл в группу Учёных-«диссидентов», которые хотят распространить «учение Джордана» и на мьютов, завоевав их страну. Во время разведывательного рейда на верхние палубы, где нет гравитации, Хью был захвачен мьютами в плен. Хозяином Хью стал двухголовый мутант-интеллектуал Джо-Джим Грегори, которого заинтересовал молодой Учёный («Впервые нам попался человек хоть с какими-то проблесками ума»). Хью сделался его компаньоном и партнёром по игре в шашки. Джо-Джим — по натуре пассивный наблюдатель, мучающийся отсутствием достойного интеллектуального партнёра, и его утешением была огромная библиотека, книги в которой наворовали три поколения его слуг. Нынешним слугой Джо-Джима является карлик-микроцефал Бобо, обладающий невероятной физической силой и навыками бойца, но умственно настолько неразвитый, что говорит о себе в третьем лице. Благодаря своему интеллекту и начитанности Джо-Джим составил себе представление об истинной природе Вселенной, которым делится с Хью, продемонстрировав ему звёздное небо через обзорное окно в «Главной рубке». Джо-Джим ярко иллюстрируют присказку, что «две головы лучше», но, получив знание о Вселенной, он не пытается применить его на практике. Для Хойланда познание истинной природы мироздания становится одновременно прозрением в самом буквальном смысле и откровением. Теперь он вновь постигает Священные Книги, наполненные новым смыслом. Одновременно оказывается, что создавшие «Авангард» инженеры сделали конструкцию избыточно надёжной и не основанной на механических принципах: разрушены только лифты, линии доставки и тому подобные механизмы. Даже если бы погиб весь экипаж, корабль продолжал бы бороздить пространство «по-прежнему освещённый, со свежим влажным воздухом» и двигателем, готовым к пуску.
Познав истину, Хью Хойланд убеждает Джо-Джима, что миссия «Авангарда» должна быть доведена до конца: им следует повести корабль к его предполагаемой цели полёта, хотя навыки астрономии Экипажем давно утрачены. Хойланд возвращается к людям в населённых уровнях, чтобы убедить их помочь ему. Он начинает со своего бывшего шефа — Главного Инженера Билла Эртца, который и был автором плана покорения мьютов. Эртц арестовывает Хойланда по обвинению в ереси и опровержении «истинных» религиозных догматов, Хью судят и приговаривают к Конвертеру. Перед казнью к Хью приходит его старый учитель Лейтенант Нельсон и выполняет последнюю просьбу Хойланда — организовать ему свидание с другом юности Аланом Махони. По заданию Хью Алан проходит на верхние уровни, где убеждает Джо-Джима совершить набег и отбить пленника. Вместе с Хью мьютами захвачен и Билл Эртц.

### «Здравый смысл»
Журнальное издание повести «Здравый смысл» предварялось тем же вымышленным эпиграфом из книги Франклина Бака, что и «Вселенная». Далее следовал синопсис в пять абзацев, где кратко характеризовался мир «Авангарда» и пересказывались события до освобождения Хойланда отрядом Джо-Джима.
Получив откровение, Хью Хойланд решился бороться за утверждение своей правоты и завершение Плана Джордана. Билл Эртц, побывав в Капитанской рубке, также обращается и становится верным соратником Хойланда. Они принимают решение похищать самых умных людей Экипажа и показывать им Вселенную, дабы перевоспитать и направить на истинную цель Полёта. Хью убедился, что Корабль приблизился к какой-то из звёзд. Однако Эртц принёс и тревожные известия: глава Экипажа принял решение начать систематическое истребление мьютов, дабы избавиться от них раз и навсегда. Это сделало Джо-Джима союзником Хью и Билла. Сложным оказалось общение с Финеасом Нарби, старшим помощником Капитана-Помазанника, который оказался в высшей степени беспринципным человеком с ярко выраженным макиавеллиевским умом. Он не верит в учение Хойланда, которого считает полупомешанным фанатиком, но для Нарби открывается возможность занять капитанское кресло. Эртц, прочитав «Трёх мушкетёров», предложил заменить обычные для Экипажа метательные ножи и пращи на мечи («ножи длиной в руку») и доспехи. Оружие сковала Мать Клинков — четырёхрукая старуха-мутант, работающая в бывшей термодинамической лаборатории.
Команда Джо-Джима, незаметно проведённая Нарби, устроила резню во время общего совещания техников и инженеров в присутствии Капитана. Теперь Финеас — Капитан Корабля, а Джо-Джим — вице-капитан и наместник в стране мьютов. План Нарби необыкновенно изощрён: мьюты воочию показали Экипажу свою зловредную сущность и уродливую внешность, а возглавляющий их Хойланд слишком похож на мифического Хаффа. Финеас не менее интеллектуален, чем Хью, но холоден и расчётлив; звёзды его не тронули. Интеллектуал Хойланд не слишком разбирается в людях, не может просчитать действий Нарби, хотя он неприятен ему на эмоциональном уровне. Нарби всячески препятствует массовому паломничеству к окну Капитанской рубки и не позволяет начинать эксперименты с Главным двигателем. Далее он отдаёт приказ уничтожить всех мьютов, начав с охранников Джо-Джима — той силы, что привела его к власти. Когда же Хойланд, Эртц и Джо-Джим выступают против его действий и требуют объяснений столь резкого поведения, Нарби самодовольно отвечает, что не разделяет их ереси, а Рубка будет опечатана, дабы не вводить слабые умы в искушение. После разговора вся группа Хойланда приговорена к смерти за измену. С боем они прорвались к чудом уцелевшей древней спасательной шлюпке с собственным Конвертером. Бобо и Джо-Джим погибли, прикрывая беглецов, а Хойланд, Эртц, Махони и их жёны стартуют с Корабля. Автоматическая шлюпка была спроектирована так, что сама определяет режим посадки, так как её пилоты уже могли не обладать достаточными навыками и знаниями. Хойланд хотел высадиться на планете-гиганте, но шлюпка из-за нехватки топлива приземлилась на её спутнике, пригодном для жизни. В финале беглецы впервые оказываются под небом, не закрытым потолком, а Хью говорит Алану, добывшему местного зверька, что у них теперь «всегда будет вдоволь доброй еды».

## История создания и публикации

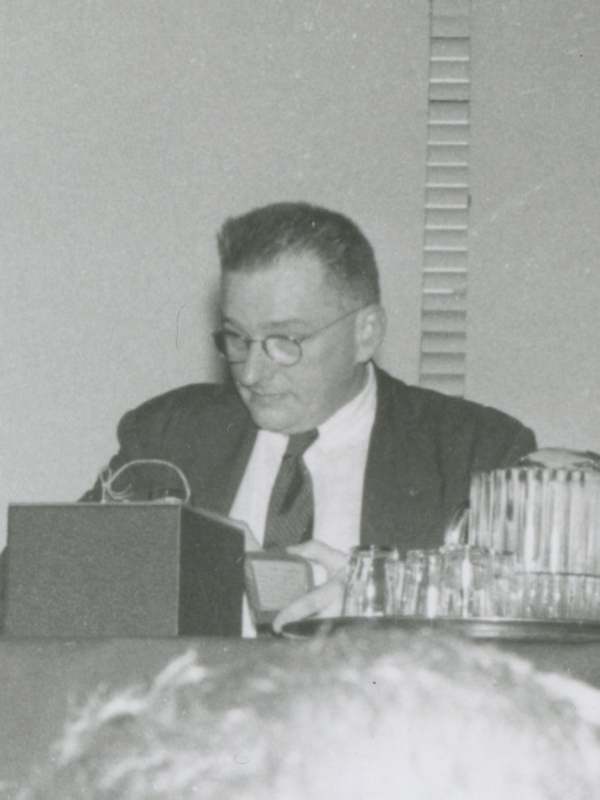
Дж. Кемпбелл выступает на 14-м Ворлдконе в 1956 году

20 сентября 1940 года Джон Вуд Кемпбелл предложил Роберту Хайнлайну сюжетную идею о заплутавшем корабле (about a spaceship that missed its mark). Синопсис Кемпбелла сводился к следующему: в 3763 году была запущена экспедиция к Альфе Центавра, но корабль промахнулся мимо цели. Основное действие происходило через 1400 лет после старта, когда потомки экипажа переродились в дикарей, которых непрестанно атакуют монстры-мутанты. «Ситуация на корабле будет поддерживаться в состоянии перманентной классовой борьбы, а то малое, что требуется для его технического обслуживания, станет религиозным ритуалом». Новая наука-религия будет подвержена ересям и сектантству: «В этом мире ночи с его странными, дикими целями, в мире, который считает само собой разумеющимися вещи, абсолютно безумные с любой точки зрения, какую только мы можем себе представить, но совершенно естественные для его странной науки».
Идея вызвала интерес писателя (хотя поначалу Хайнлайн и заявил, что «Ван-Вогт справился бы с таким сюжетом лучше»), и работа началась в ноябре, сразу после окончания повести «Логика Империи», но получавшийся текст мог стать причиной конфликта: Кемпбелл заказывал рассказ, а у Хайнлайна получались намётки к полнообъёмному роману. В конце концов Роберт Хайнлайн взял только часть запланированного сюжета, вчерне его закольцевав, чтобы получившаяся повесть вписывалась в диаграмму «Истории будущего». Повесть получила название «Вселенная», сопроводительное письмо к рукописи датировано 1 декабря 1940 года. Следующим заказом Кемпбелла стала разработка идеи использования радиоактивной пыли в качестве оружия массового поражения. Повесть «Никудышное решение» вышла в майском номере Astounding Science Fiction за 1941 год вместе с диаграммой истории будущего и текстом «Вселенной». Кемпбелл планировал на 1942 год переходить на формат bedsheet (132 страницы формата 9 × 12 дюймов), что сильно увеличивало объём журнала (примерно на 70 %) и требовало новых фантастических текстов. В сентябре 1941 года Кемпбелл назойливо напоминал Хайнлайну, что «ваш хлеб — повести и короткие сериалы», которые в свете новых издательских перспектив могут быть помещены в один номер. Редактор понимал, что его самому продуктивному автору требуется «простор», в первую очередь для раскрытия контекстов и культурного фона действия. Сам Хайнлайн ещё в мае 1941 года оказался в ситуации творческого кризиса и писал 21-го числа, что «совершенно выдохся», когда заканчивал «По пятам». Продолжение «Вселенной» намечалось на период после 1 июня. 4 июля 1941 года в Денвере проходил третий Ворлдкон, на котором Хайнлайн был аттестован как «Олаф Стэплдон американской научной фантастики». Необходимость покрыть расходы на поездку на конвент стала стимулом начать написание повести-продолжения; названная «Здравый смысл», она была готова к осени и вышла в октябрьском номере Astounding. Хайнлайн поначалу хотел завершить сюжет на том, что «Хью Хойланд окончательно возвращается к здравомыслящей мудрости своего племени и с радостью отправляет в Конвертер своего наставника, двуглавого мутанта Джо-Джима», но в конечном итоге остановился на варианте с революцией и высадкой на новую планету.
Переводчик и исследователь творчества Р. Хайнлайна С. В. Голд так характеризовал обстоятельства создания «Вселенной» и «Здравого смысла»:

…[Хайнлайн] уверенно воплощал собой модель Человека Эпохи Возрождения. В центре его интересов была Общая Семантика Коржибского, а основным инструментом он считал научный метод. Либеральные идеи уравновешивало преклонение перед иерархической структурой Флота и военной дисциплиной как методом решения коллективных задач. Всё это в той или иной степени наложило отпечаток на повесть.
С. В. Голд повторял мысль многих критиков, что «Вселенная» и «Здравый смысл» не в полной мере соотносились друг с другом. «Первая вещь, „Вселенная“, — хорошо продуманная история преодоления героем косной среды. Это прекрасный образец социальной фантастики тех лет со множеством удачных деталей, наподобие отзеркаленной естественнонаучной трактовки библейских апокрифов. „Здравый смысл“, в противовес „Вселенной“, — откровенный боевик со множественными роялями, выскакивающими в финале». Алексей Паншин предельно жёстко утверждал, что, хотя «Здравый смысл» вытекает напрямую из «Вселенной», ни во что целое они не складываются. В результате налицо «сильная повесть» и её «интересное, но невероятное» продолжение, ибо в «Здравом смысле» чрезмерно много мелодраматизма, а сам сюжет выруливает к финалу лишь благодаря «каталогу удачных совпадений», что «непростительно». В итоге А. Паншин прямо заявил, что существование второй повести («слабой и неубедительной») принижает достоинства первой.
В 1951 году издательство Dell начало издание серии сочинений Хайнлайна в мягкой обложке (выпускаемой по цене 10 центов за книжку), где «Вселенная» вышла отдельно, а «Здравого смысла» издавать даже не предполагалось. Серия, впрочем, успеха на рынке не имела. Ещё в феврале 1949 года Хайнлайн подписал контракт на многотомное издание «Истории будущего», завершать которое должны были «Вселенная» и «Здравый смысл», а также планируемая повесть «Da Capo» — завершающая хронологию всего цикла. Проект по множеству причин так и не был закончен. В 1950-е годы «Вселенная» переиздавалась в нескольких сборниках, но «Здравый смысл» оставался в единственном журнальном выпуске 1941 года. «Здравый смысл» — последнее произведение, опубликованное Хайнлайном под собственным именем до начала Второй мировой войны на Тихом океане. Новые его вещи появились только в январе 1947 года.
Из-за неразумного поведения видных представителей фэндома (включая Форреста Акермана) возник скандал с продажей прав на экранизацию обеих повестей в Голливуде, а затем и сам Хайнлайн потерял интерес к экранизациям.
«Вселенная» транслировалась в программах NBC Radio Network Dimension X (26 ноября 1951 года) и X Minus One (15 мая 1955 года); эти варианты завершались тем, что здравомыслящие соплеменники Хью Хойланда отправили его в Конвертер после проповеди об истинной природе Вселенной.
В 1963 году британский издатель Виктор Голланц опубликовал сборник, для которого Хайнлайн предложил несколько вариантов названия, из которых выбор пал на Orphans of the Sky. Никаких попыток превратить две повести в единый текст не предпринималось: технически это был сборник в 187 страниц и объёмом 45 000 слов. А. Паншин для сравнения указывал, что в первом издании 1958 года роман «Дети Мафусаила» содержал 70 000 слов на 188 страницах. Объём «Пасынков…» достигался за счёт «щедрой разбивки текста на абзацы и отменно широких полей».

## Литературные особенности

### Контекст и предшественники

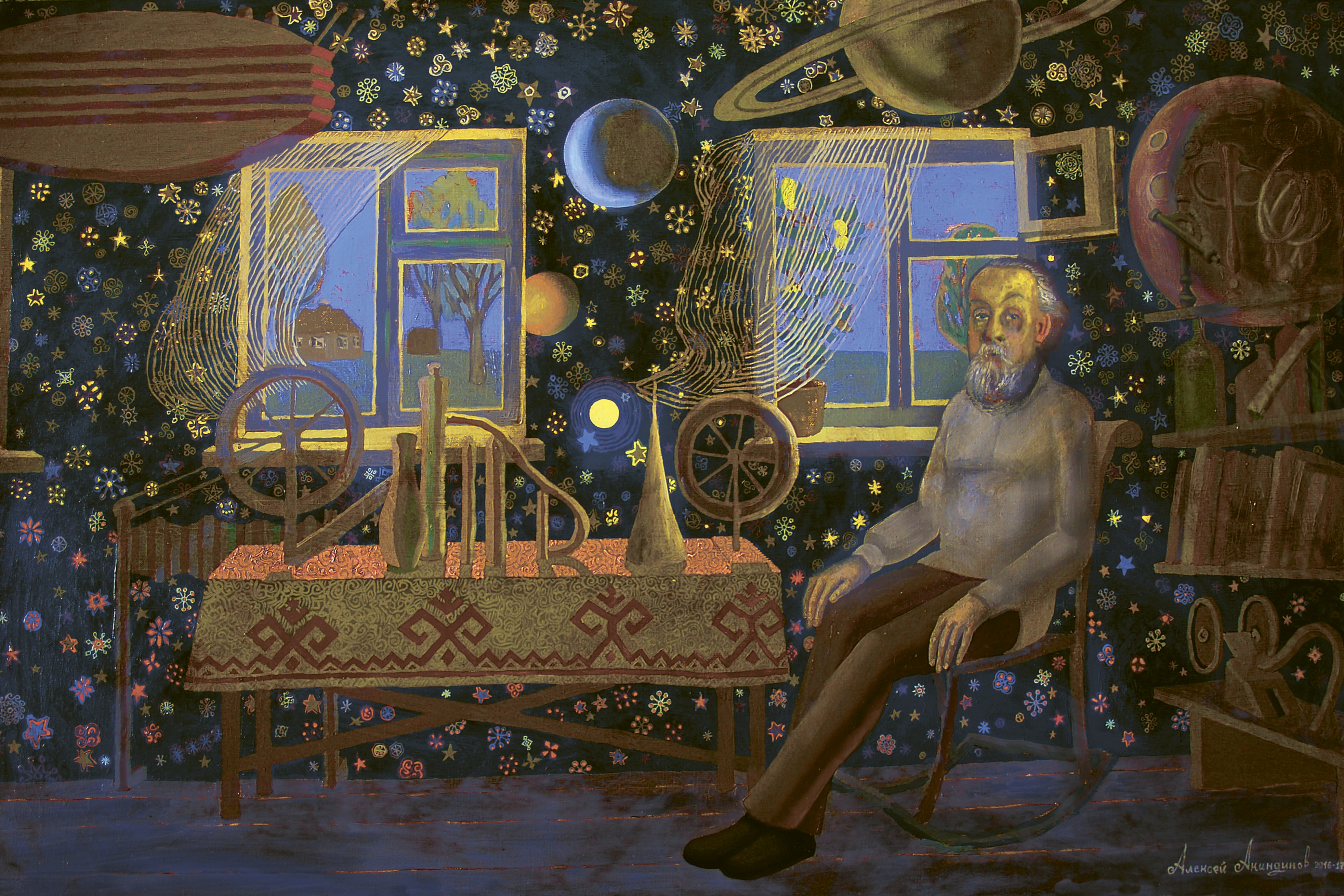
А. Анкидинов. «Космическая мастерская». Правая часть диптиха «Миры Циолковского», 2016—2017

Обе повести Р. Хайнлайна, входящие в состав «Пасынков Вселенной», используют мотив корабля поколений, специализированное исследование образов которых в фантастике провёл Саймон Кароти в монографии 2011 года. Согласно его мнению, основоположниками концепции «межзвёздного ковчега» явились физики, визионеры и теоретики эволюции человечества Джон Бернал, Константин Циолковский и Роберт Годдард. Годдард в 1918 году набросал четырёхстраничную рукопись «Последняя миграция», в которой на закате времён, когда Солнце исчерпает ядерную энергию и станет остывать, не поддерживая более жизнь на Земле, человечество запустит «великие межзвёздные ковчеги», заполненные всей суммой знания, призванные отправиться в самые дальние уголки Млечного Пути. Экипаж будет при этом охлаждён до температуры межзвёздной среды, и автоматические устройства («радиоактивный будильник») будут периодически оживлять людей. В философской концепции Циолковского (хронологически первого из трёх основоположников идеи корабля поколений) Космос является предельным бытием и конечной целью существования человечества. Если Годдард исходил из социал-дарвинистской идеи выживания видов, то Циолковский являлся религиозным визионером, одержимым идеей имманентного вселенского сверхразума, приобщение к которому раскроет весь потенциал человечества. Планы колонизации космоса Циолковский разрабатывал в конце жизни, в 1930-е годы. К 1930 году относится рукопись плана колонизации Вселенной, включавшей четырнадцать этапов, завершаемых колонизацией астероидов и преодолением несовершенных физических границ, позволяющим каждому человеку и всему человечеству жить в космическом вакууме, питаясь лучистой энергией. Ранее, в 1928 году К. Э. Циолковский опубликовал брошюру «Будущее Земли и человечества», в которой он сформулировал первую целостную концепцию максимально энергоэффективного корабля поколений. Корабли такого типа философ-изобретатель прямо именовал «Ноевыми ковчегами»: это были полностью автономные колонии на базе астероидов, способные передвигаться в космосе, может быть, тысячами лет благодаря полному биотехнологическому слиянию; их экипажи осуществляют единственную миссию — сеять жизнь повсюду. Джон Бернал оказался первым интеллектуалом, который сделал идею корабля поколений общим достоянием. Ещё совсем молодым человеком в 1919 году он разработал утопию Научного мирового государства и в 1929 году опубликовал свою первую книгу «Мир, плоть и дьявол: Исследование будущего трёх врагов рационального духа». В одной из её глав Бернал утверждал, что выход человечества в космос необходим как этап развития человеческого разума и для выживания человека как биологического вида. Бернал напоминает Циолковского в стремлении овладения всеми видами космических энергий, дабы получить надёжную гарантию от любых катастроф космического порядка. Космические колонии надо возводить из «самых лёгких, самых прочных синтетических материалов» и использовать кометный и астероидный материал, практически неисчерпаемых ресурсов, позволяющих людям вести жизнь во Вселенной. Такого рода сооружения являют полное стирание границ между биологическим и технологическим, то есть станции за пределами Земли не предназначены для исследовательских миссий, а предоставляют в небесном пространстве ту же среду обитания, что и на Земле. Когда же ресурсы Солнечной системы будут исчерпаны, понадобятся корабли поколений, ибо межзвёздные расстояния таковы, что даже со скоростью света путешествие будет длиться сотни и тысячи лет.
Первое фантастическое произведение, действие которого было связано с кораблём поколений, вышло в журнале Гернсбека Wonder Stories в 1934 году. Это была «Живая галактика» Лоуренса Мэннинга, в котором герой-учёный превращает в звездолёт астероид, чтобы вступить в борьбу с разумным скоплением галактик, пожирающих материю. Впрочем, мотив корабля поколений в сюжете второстепенный, почти не затрагиваются социологические и психологические последствия затянувшегося путешествия. Вдобавок герои Мэннинга открыли метод вечной жизни и остановили старение, превратив себя в «сонм полубогов». В октябре 1940 года в Amazing Stories вышел рассказ Дона Уилкокса «Путешествие, которое длилось 600 лет» (The Voyage That Lasted 600 Years). Здесь герои имеют обычную продолжительность жизни и направляются для колонизации планет вокруг далёкой звезды, стартовав в 2066 году. На борту корабля Flashaway летят шестнадцать семейных пар (запланировано, что каждая произведёт двух детей, что позволит сохранять численность экипажа примерно в 100 человек при сосуществовании трёх поколений). Тридцать третий член команды — Хранитель Традиций, профессор истории Грегори Гримстон, которого погружают в анабиоз и автоматически пробуждают каждые сто лет, чтобы сохранить нить преемственности культурных ценностей и цели путешествия для группы людей, навсегда оторванных от Земли. После пробуждения в 2166 году Гримстон обнаружил серьёзные проблемы на борту (на старте в корабль пробралась незапланированная пара), и его уроки и увещевания оказались совершенно не приносящими эффекта. К 2266 году на звездолёте уже 800 обитателей, три четверти из которых порабощены новой аристократией — потомками Капитана корабля. Историку, у которого припрятано оружие, пришлось свергать диктатуру и стерилизовать 700 лишних обитателей, оставив только наиболее здоровых и способных иметь потомство. При пробуждении в 2366 году Гримстон обнаружил на корабле пятьдесят окончательно деградировавших дикарей, разделённых на враждующие племена. Связь поколений разорвана, люди понятия не имеют о прошлом и не понимают смысла книг и фильмов, которыми располагают. В конце концов Гримстон находит наиболее цивилизованную из женщин — Лору, очень похожую на давно потерянную для него земную возлюбленную, они рождают сына, оставив его на попечении наименее деградировавшего клана, в спячку они погружаются вдвоём. К 2466 году команда уничтожила все обучающие материалы и средства их просмотра, но сохранила память о Хранителе в виде причудливого мифа. Сын Гримстона погиб во время бунта и не оставил потомства. Но всё же Хранителю удаётся пробудить дух Капитана, который становится другом Гримстона и осознаёт смысл совершаемого экипажем межзвёздного полёта. Сам же Гримстон вынужден оплакивать свою неудачу длиной в четыреста лет и немедленно возвращается в анабиозную камеру. В 2566 году оказывается, что обитатели корабля безучастны, а ранее они успели изменить курс звездолёта. На гневные реплики Гримстон получает ответ, что это корабль экипажа, а не мифического правительства США или Хранителя Традиций. Тогда он достаёт оружие, убив самого ярого смутьяна, и разморозил Лору: теперь они вырастят собственных детей и накрепко внушат им правильные ценности, которые приведут к вожделенной обитаемой планете. В финале 2600 года, когда у Лоры и Грегори четверо детей, они ловят сигнал от американской колонии, основанной пятьдесят лет назад. Оказывается, прогресс на Земле не стоял на месте и привёл к открытию межзвёздных сообщений. Прибывает челнок, куда грузятся 85 обитателей Flashaway, нетерпеливо ожидающих перемен в своей жизни.
Как резюмировал С. Кароти, финал истории был скомкан до двух абзацев. «Почему у этих людей затмило разум?.. Их [материнская] цивилизация, во имя благополучия которой почти три десятка поколений людей жили и умирали в стальном гробу, забыла и предала их. Их путешествие не имеет смысла, и, что ещё хуже, колония, которую они должны были основать, ничего не сделала, чтобы отправиться на их поиски в течение пятидесяти лет с момента своего основания». Все страдания всех поколений обитателей звездолёта на каждом этапе пробуждения Хранителя оказываются совершенно бессмысленными. Как литературное произведение «Путешествие, которое длилось 600 лет» явилось провальным и для автора, и для редактора, который его опубликовал. Учитывая, что Хьюго Гернсбек совершенно серьёзно утверждал, что «фантастика ныне — непреложный факт в будущем», и рассматривал публикуемые им тексты чуть ли не как пророческие (при соблюдении формулы «75% литературы, 25 % науки»), рассказ о корабле поколений приходится анализировать самым серьёзным образом. Например, столетние промежутки между пробуждениями Хранителя избраны для вящего драматического эффекта, хотя, с точки зрения С. Кароти, гораздо лучше тот же сюжет можно было раскрыть, поднимая Гримстона в период взросления или рождения каждого нового поколения. В тексте сказано, что в 2066 году ему исполнилось двадцать восемь лет, следовательно, если Хранитель учил бы экипаж в течение года подряд, а потом возвращался в анабиоз, к 2666 году его возраст составлял всего лишь «за пятьдесят», и он бы постоянно «держал руку на пульсе». То же самое касается эпизода со стерилизацией в 2266 году, ибо непонятно, почему нельзя было использовать её с самого начала, чтобы отбраковывать «дегенератов» или лишать репродуктивных способностей после рождения двух детей. Собственно, сам образ Хранителя делал ненужным корабль поколений, так как анабиозная технология позволила бы (с периодическим пробуждением пилотов или техников раз в десятилетие) доставить экипаж к цели за 600 лет, не тратя множество ресурсов.

### Конструирование фантастического общества и религии
Роберт Хайнлайн вырос в Библейском поясе США, поэтому вопросы противостояния веры, разума и знания всегда занимали значительное место в его творчестве. Критики отмечали, что сюжетные повороты «Пасынков…» параллельны ситуации героя рассказа «Если это будет продолжаться…»: герой насильственно вырван из привычного окружения, оказывается способным к мировоззренческому повороту и возвращается домой «на крыльях революции». Однако принципиально важно то, что в «Пасынках Вселенной» Хайнлайн обратился к гротеску как главному литературному инструменту, играя с тематикой и образами. И С. В. Голд, и С. Кароти отмечали, что для Хайнлайна образ корабля поколений был интересен не как технический проект, а как «повод смоделировать социальные и мировоззренческие деформации человеческого общества» (при этом учитывался и развлекательный аспект). Деградация неизбежно становилась центральным лейтмотивом описываемого общества, так как позволяла показать возвышение главного героя над средним уровнем (интеллектуальный рост героя в обществе, более похожим на современное, сразу бы вызвал проблемы с сопереживанием). Хайнлайн на рубеже 1920—1930-х годов служил во флоте, поэтому причиной регресса экипажа «Авангарда» стало разрушение властных структур. «Исчезновения капитана и высших офицеров оказалось вполне достаточно, чтобы притушить огонёк цивилизации в человеческой диаспоре». Ирония проявлялась в использовании следующего приёма: в старую форму вкладывалось совершенно несопоставимое с ней содержание. «Даже сами названия повестей обозначают нечто противоположное — „Вселенная“ подразумевает мир в представлении пассажиров „Авангарда“, замкнутый пределами корабля, а „Здравый смысл“ — финальное проявление невежества и ограниченности революционеров, которые решили, что главное остаётся на Земле — власть, привилегии, закон и порядок, а звёзды и внешний мир — не более чем фикция». Саймон Кароти глубже рассмотрел данную коллизию: ещё в сцене общения кадета Хью Хойланда и Свидетеля этот последний фактически проповедует философию Аристотеля — не обязательно видеть весь мир, чтобы знать всё, что можно знать о нём, включая его цель и назначение. «Начало», которое Хью слушает в исполнении ученика Свидетеля, причудливо соединяет два принципиально разных сюжета: сжатый пересказ Священной истории Ветхого и Нового Завета (сотворение мира и человека, грехопадение, восстание сатаны и его низвержение, Десять заповедей, Рождество и крестная смерть Христа), переплетающийся с мифологизированной историей планирования и запуска звёздной миссии Фонда Джордана. Разделить эти сюжеты совершенно невозможно, они образуют метанарратив: Бог-творец соединился с Джорданом, Экипаж представляет человечество, Хафф — сатану, первый Капитан — спаситель, Устав (Правила) — Десять заповедей, а полётный План — обетование спасения на Далёком Центавре. Становится также понятен и статус мьютов — это потомки мятежников, которые принесли зло войны в совершенный до того мир и были изгнаны на тёмные верхние палубы Корабля-Вселенной, хотя тоже включены в План Джордана. Если неграмотный Свидетель является стихийным аристотелианцем, то Лейтенант Нельсон совершенно сознательно использует данную интеллектуальную модель. Ему не нужно иных доказательств, кроме авторитетного свидетельства, и благодаря этой установке он легко трактует в моральном смысле самые мудрёные учебные пособия.
Когда Хью Хойланд являлся учеником Лейтенанта Нельсона, он не мог подкрепить эмпирическим опытом свои смутные ощущения, что Полёт старых учебников и сложные формулы следует воспринимать самым буквальным образом. Над древними астрономами простиралось звёздное небо, предоставляющее путём наблюдений искомые доказательства. В неопределённо далёком будущем взор Нельсона и многих поколений его предшественников ограничен лишённой иллюминаторов самой нижней палубой Корабля. С. Кароти, сравнивая тексты Хайнлайна и Уилкокса о кораблях поколений, отмечал, что автор «Вселенной» не стал вводить технологии анабиоза, который может сохранять веками одних и тех же персонажей, и не стал наделять своих героев возросшей продолжительностью жизни. Фонд Джордана решал сложную задачу: планировщики экспедиции вынуждены были предусмотреть непрерывную передачу знаний и культурных ценностей точно теми же способами, которые используют все земные общества при воспитании новых поколений. Но на Корабле не предусмотрен Хранитель Традиций, нет «бога из машины» по имени Грегори Гримстоун. В результате мятежа Хаффа погибло слишком много учителей, специалистов и администраторов, и в результате утрачены гигантские области знания — классическая механика, термодинамика, теория относительности, электромагнетизм и периодическая таблица элементов. С исторической точки зрения деградация наступила мгновенно, следующие поколения даже не помнили, что находятся в искусственной среде и предназначены для высадки в другой звёздной системе. Естественно, что Экипаж не ведает разницы между рукотворным и естественным, внутренним и внешним, человеческим и божественным. Незначительное интеллектуальное меньшинство, понимая пользу от соблюдения ритуалов скармливания ненужной органики и трупов Конвертеру, постепенно создало миф, объединивший смутные воспоминания о мятеже и актуальность уцелевших учебных пособий.
Общество Корабля Хайнлайн описывал как стереотипный феодализм, приметы которого известны среднему читателю из школьного учебника: масса неграмотных простолюдинов («сослуживцы» Экипажа), над которыми осуществляют господство аристократы и духовенство (Офицеры), в большинстве своём — мракобесы, нагнетающие на своих подданных чувство страха. «Наука» построена на риторических упражнениях, а не прямом наблюдении, и главной её социальной функцией является искоренение ересей, подрывающих социальный порядок. Хью Хойланд играет в этой конструкции роль Галилея — стереотипного незашоренного ума, основывающего свои действия на личном опыте и органах чувств, — главного героя произведений Astounding. Вместе с тем С. Кароти отмечал сюжетную избыточность пассажей, посвящённых миссии «Авангарда», более того, звездолёт изначально вообще не предназначался на роль корабля поколений. Указанная продолжительность полёта — шестьдесят лет — означала, что к месту назначения прибыло бы первое или второе поколение космолётчиков (и, вероятно, остался бы в живых и кто-то из первоначального экипажа) и они начали бы освоение планеты. В этом отличие научно-фантастического допущения в «Пасынках…» от рассказа Дона Уилкокса с его шестивековой протяжённостью дистанции. Иными словами, трагедия, разыгравшаяся на борту «Авангарда», глубже: относительная, по галактическим масштабам, близость систем Солнца и Альфы Центавра и срок перелёта способствовала бы сохранению чувства культурной идентичности и даже — пусть в ограниченных масштабах — поддержание какой-то формы общения между материнской планетой и переселенцами. Однако Хафф поднял мятеж, выжившие забыли о своём предназначении, а Корабль пошёл в звёздную неизвестность. Поскольку миссия не планировалась именно как корабль поколений, не были предусмотрены «аварийные» структуры власти и методы социального взаимодействия. На борту «Авангарда» до мятежа, вероятно, поддерживались те же порядки, что и на крупном океанском судне Земли. У выживших космоплавателей не было иных образцов для подражания, и они начали воссоздание общества, сохранив старые наименования рангов (капитан, помощник капитана, офицеры). Описания отношений Экипажа и мьютов выстраивались Хайнлайном по лекалам эпохи Контрреформации. Протестанты, поддержавшие учение Коперника и проклинаемые католической церковью, населяли страны Северной Европы. Мьюты, ненавидимые простонародьем и офицерами как потомки Хаффа, населяют верхние этажи корабля-цилиндра: в буквальном смысле противостояние Севера и Юга, верха с низкой гравитацией и плохим освещением и низа с тёплыми оранжереями и изобилием растительности. Соединил эти миры образ Хью Хойланда с его бескорыстной страстью помочь всем и каждому приобщиться к истине.
Неестественным С. Кароти называл трёхстраничный финал «Здравого смысла». Побег на космической шлюпке и приземление на землеподобном спутнике планеты-гиганта прямо называется стечением невероятной удачи и гения проектировщиков «Авангарда». В целом, этот приём критик назвал «блефом», ибо писатель сам не справился со слишком жёсткой сюжетной конструкцией, заложенной в первой части, и теперь вынужден был поступиться смыслом повествования. Не слишком правдоподобен и финал, в котором Хью, Билл, Алан и их жёны (всего семь человек, ибо у Хойланда две жены) становятся основателями нового человечества, завершив План Джордана. Даже в 1941 году человеку, знакомому с основами генетики, было ясно, что малочисленные выходцы из искусственной среды в дикой природе даже при самых благоприятных условиях вымерли бы к четвёртому или пятому поколению.

### Поэтика

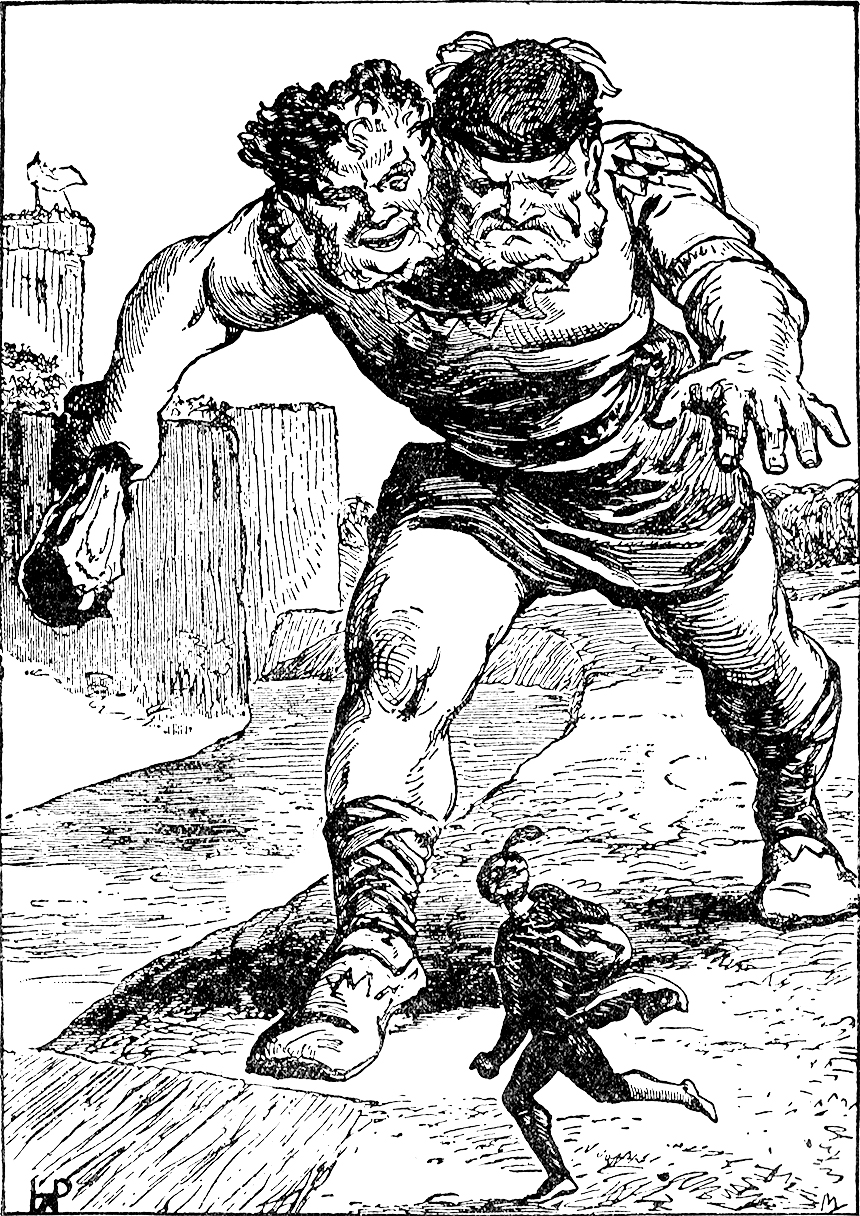
Двуглавый великан Тандерделл из фольклорного цикла о Джеке — победителе великанов. Иллюстрация 1908 года

Роман «Пасынки вселенной» рядом исследователей считается примером принципиально нового авторского подхода в изображении фантастического мира. С самого начала используется эффект отсутствующего референта: знакомые слова, обозначающие привычные объекты, используются в непривычных сочетаниях, что вводит эффект неопределённости в трактовке. При этом Хайнлайн принципиально отказался от объяснений (в форме авторских отступлений или объяснительных монологов самих персонажей), и все странности фантастического мира объясняются по ходу действия: опыт познания переживают персонажи, а вместе с ними и читатель. Горизонты знаний о мире читателей и героев синхронизируются в конце первой части, поскольку читатель сразу погружён в гущу событий и предполагается, что он будет соотносить себя с протагонистом. Для Хойланда и его окружения не существует внешних субъектов, которым требуется что-либо разъяснять. Эффект узнавания, облегчающий труд читателя, строится на том, что образ космического корабля как пространства фантастического повествования разрабатывался ранее и потенциальным читателям был знаком.
По мнению А. А. Зубова (Московский государственный университет), Хайнлайн использовал приёмы создания «эффекта реальности», разработанные в литературе XIX века: автор обращается к множеству незначимых деталей, не несущих символических или метафорических смыслов и не играющих самостоятельной роли в сюжете. Они служат лишь созданию картины воображаемого пространства, втягивая читателя в радикально чуждое ему окружение. В самой первой сцене, когда Хью, Тайлер и Алан столкнулись с мьютами на одной из верхних палуб, внимательный читатель приобщается к физическим ощущениям от низкой гравитации в восприятии героев, смотря на мир их глазами, но при этом для героев окружающая обстановка естественна, а для читателя — непонятна. Например, неясно (эти фрагменты выпущены из русского перевода), почему товарищи бегут к Хью, «неловко скользя по полу, собранному из пластин». Далее в необычных значениях используются слова «деревня» и «ферма», первым вопросом тройки молодых людей первому встречному крестьянину оказался «Где мы?» (то есть посещённое ими пространство столь велико, что в нём можно потеряться). Необычно само обращение к крестьянину — shipmate, — которое герои явно используют, не задумываясь над его значением, поэтому в русском переводе «сослуживец» превратился в «земляка». Данные приёмы характерны в целом для американской фантастики 1930—1940-х годов, представители которой разрабатывали навыки создания воображаемых миров с целью максимальной цельности и непротиворечивости образов. Качество таких текстов зачастую оценивалось критиками с точки зрения эффекта остранения, создаваемого писателями.
С. В. Голд нашёл сильную автобиографическую обусловленность в мире «Вселенной» и «Здравого смысла»: окружение молодого Хайнлайна отразилось в жизни обитателей Корабля. Скептик и любитель шашек Джо-Джим Грегори, несомненно, конструировался на основе воспоминаний о дедушке Альве Лайле, практикующем враче и позитивисте, ставшем для Роберта первым Наставником. Алексей Паншин в этом контексте ввёл классификацию персонажей Хайнлайна, которые отличаются не глубиной психологической проработки или количеством биографических деталей, а уровнем компетенции. Именно этот последний определяет индивидуальные особенности, включая трусость или цинизм. Поступки, совершаемые протагонистами, также диктуются изменением (в высшую или низшую сторону) уровня компетенции; именно во «Вселенной» впервые отрабатывался этот приём, ставший для последующего творчества Хайнлайна стандартным. Иными словами, «Пасынки Вселенной» построены как роман воспитания вокруг интеллектуального возвышения Хью Хойланда. В целом, однако, персонажи романа не выходят за пределы стандартного pulp-fiction: «безликие пешки с чётко обозначенной сюжетной функцией». Сознательно Хайнлайн откажется от глубокой проработки персонажей уже на следующем этапе своего творчества, используя «эффект узнавания» и стремясь, чтобы читатель самостоятельно выстраивал образ на основе собственного опыта и представлений. Джо-Джим единственный выделяется на фоне героев «Пасынков…». По классификации А. Паншина, это герой второго типа: «компетентный человек в расцвете лет, который знает, как работают физические, биологические или социальные механизмы». При этом двухголовый мутант — физическое воплощение непрерывного внутреннего интеллектуального или эмоционального диалога и одновременно отсылка к британскому фольклору, возможно, истории о Джеке — победителе великанов. Микроцефал-силач Бобо — архетипический персонаж, «нечто между преданным безгласным псом и безотказным рабом, боготворящим своего сахиба, недалёким, но самоотверженным». В известном смысле это проекция колониальных романов, которые так любит читать его хозяин. С. В. Голд отмечал, что, подобно остальным авторам палп-журналов, Хайнлайн всецело усвоил методику «литературного бихеворизма», представлявшего персонажей в виде суммы сказанных ими слов и поступков, оставляя их внутренний мир в виде классического «чёрного ящика».
Как отмечал писатель, журналист и популяризатор космонавтики Антон Первушин, последующие поколения писателей-фантастов, обращавшиеся к тематике корабля поколений, использовали схему Хайнлайна. В числе наиболее ярких произведений он называл «Поколение, достигшее цели» Клиффорда Саймака (1953) и «Пленённую Вселенную» Гарри Гаррисона (1969). Также отмечалось, что образ корабля поколений, обитатели которого деградировали до первобытного уровня, в эпоху Новой волны представлен почти двумя десятками произведений, что много больше, чем в эру журналов Гернсбека и Кемпбелла. Ярким примером является «Без остановки» Олдисса (1958), в котором типичный сюжет о познании сущности корабля переходит в исследование типичных для Новой волны тем биологии, экологии и психоанализа.

### Литературные реминисценции

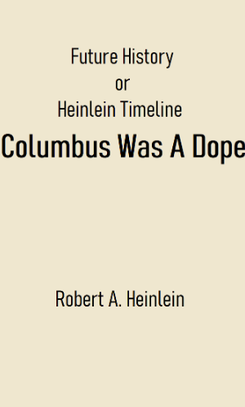
Титульный лист сборника «Колумб был остолопом»

Формально «Пасынки Вселенной» (как и «Вселенная» и «Здравый смысл» отдельно) являлись составной частью «Истории будущего», поэтому критики и читатели находили некоторое количество параллелей, несмотря на большую отдалённость от магистрального сюжета. История строительства звездолёта «Авангард» кратко упоминалась в «Детях Мафусаила» и имеет параллели в рассказе «Колумб был остолопом». В опубликованном в 1973 году романе «Достаточно времени для любви» также кратко упоминалось, что через несколько тысяч лет перешедший в режим сна «Авангард» был обнаружен исследователями, но на борту не осталось никого из его обитателей, а записи оказались в высшей степени невразумительными и неполными. По ретроспективной траектории его полёта обнаружилась и планета «Остров Питкэрн», населённая потомками Хойланда, Эртца и Махони, которые за семьсот лет после высадки стали агрессивными каннибалами, скатившись до уровня собирателей, но отличались высочайшим уровнем интеллекта и создали обширный эпос. В диаграмме истории будущего, опубликованной одновременно со «Вселенной», под 2120 годом поставлен пункт «Вселенная (только пролог)», в дальнейших изданиях не исправляемый. Рассказ «Колумб был остолопом» вполне мог являться развитием заметок для так никогда и не написанного пролога, повествующего о мятеже на «Авангарде».
Комментаторы (в их числе Андрей Балабуха) раскрыли часть литературных и общекультурных отсылок, которыми изобиловал текст «Пасынков Вселенной». Тональность интертекстуальных игр задана на уровне эпиграфа с отсылкой к книге XXII века некоего Франклина Бака. Фрэнк Бак — охотник и путешественник — был хорошо известен подростковой и юношеской аудитории времени написания «Вселенной» и «Здравого смысла». «Фонд Джордана», упомянутый в том же эпиграфе, одновременно намекает и на Джордано Бруно, впервые высказавшего идею множественности миров во Вселенной, и на Иордан — последний рубеж перед Землёй Обетованной. Часто используемое героями выражение «добрая еда» (good eating) восходит к обещаниям, которые Господь дал Моисею перед Исходом (Исх. 3:17). Джо-Джим Грегори — тонкий ценитель художественной литературы, особенно предпочитающий произведения Райдера Хаггарда об Аллане Квотермейне и поэзию Киплинга и Роберта Браунинга. Цитируется и «слепой певец космических дорог» Райслинг — герой рассказа Хайнлайна «Зелёные холмы Земли», — и это первый случай интертекстуальной отсылки в собственном творчестве писателя. Находящийся в узилище приговорённый к Конвертеру Хью произносит фразу Галилея (переделанную под реалии Корабля) «И всё-таки он движется!». Давая кровную клятву, Хью, Джо-Джим, Бобо и Билл также цитируют «Старую пиратскую песню» Р. Браунинга («Мы — спина к спине! — у грота // Против тысячи вдвоём!»). Прикрывая отход Хью, Билла и Алана и осуществляя мщение за Бобо, Джо-Джим умирает со словами д’Артаньяна на устах — «Один за всех, все за одного!».

### Восприятие в критике
В одной из первых рецензий на книжное издание 1963 года Аврам Дэвидсон отмечал, что «обычно мы не пишем обзоров на журнальные публикации 23-летней давности, переиздаваемые в мягкой обложке тринадцать лет назад». Однако за прошедшее от первой публикации время оказалось, что роман превратился в современную классику: «X, Y и Z писали то же самое, но прочитали-то это у Хайнлайна». В этом плане чтение «Пасынков…» никоим образом не является актом погружения в ностальгию или «схоластическим упражнением». В этом романе Хайнлайн ввёл четыре сюжета, которые стали активно тиражироваться в научной фантастике. В генеалогии творчества Хайнлайна, по мнению А. Дэвидсона, «Пасынки Вселенной» могут быть отнесены к «позднему раннему периоду». Единственным замечанием рецензента стало несоответствие масштабности концепции романа и его невеликого объёма. Напротив, Л. Флуд в рецензии на то же издание замечал, что если в начале 1940-х годов автор входил в число самых влиятельных авторов журнала Astounding, то для 1963 года это уже «винтажный» Хайнлайн. Текст вписан в анахроничную «Историю будущего» и представляет исторический интерес как один из первых представителей НФ-сюжета о «корабле поколений», потерявшемся в ходе межзвёздного путешествия, в полностью автоматизированной среде обитания которого обитатели дегенерируют чуть ли не до уровня каменного века, да ещё и делятся на противостоящие расы. В целом, актуализацию этого текста Л. Флуд признал «интересной». П. Миллер счёл, что «Пасынки Вселенной» завершают «Историю будущего» и для 1941 года это была «превосходная история». Тем не менее, принимая во внимание эволюцию творческого мастерства и умения строить сюжеты Хайнлайна, если бы он написал этот роман спустя двадцать лет, текст был бы совершенно иным. Роберт Силверберг также подчёркивал этапный характер романа для развития научной фантастики и то, что «это просто хорошая книга». Впрочем, по мнению Р. Силверберга, «Здравый смысл» не так хорош, как «Вселенная», которую он продолжает. В романе особенно выделяется описание «зачатков новой религии» и «элегантный» миф, который обитатели Корабля изобрели для объяснения цели своего путешествия. По форме история Хью Хойланда — травелог, целью которого является понимание. Хайнлайн — мастер действия в быстром темпе, однако в острый сюжет завёрнута история становления человеческого общества. Силверберг считал, что «Пасынки Вселенной» вполне достойны премии «Хьюго».
В редакционном предисловии к советской публикации в журнале «Вокруг света» (1977) подчёркивался статус Роберта Хайнлайна как основателя социального направления в американской фантастике со ссылкой на Артура Кларка и степень воздействия Хайнлайна на Саймака, Азимова, Гаррисона и многих других. Для ознакомления советских читателей с творчеством Роберта Хайнлайна избрали один из ранних романов писателя, созданный в самый плодотворный период его творчества. В лучших своих произведениях американский фантаст демонстрировал веру в то, «что человеческий разум преодолеет все преграды, даже если на это и потребуются тысячи лет упорного труда». Указывалось также, что в 1973 году «Вселенная» включалась в число лучших когда-либо написанных в Америке научно-фантастических повестей, отобранных жюри Ассоциации американских фантастов.
Обозреватель фэнзина Paperback Inferno Кен Лейк в 1987 году вспоминал, как читал обе повести, составлявшие «Пасынков…», в 1941 году и задавался риторическим вопросом, как можно оценивать это произведение сорок с лишним лет спустя. С тех пор к тематике межзвёздного ковчега обратилось, вероятно, более сотни авторов, и большинство из них превосходили Хайнлайна по литературным качествам. Однако по мере того, как твёрдая НФ уступала место мистике и магии, никто не мог сравниться с Хайнлайном в использовании строго научных фантастических допущений на базе тонкого понимания человеческой психологии в экстремальных условиях. Впрочем, читатели 1980-х годов, вполне возможно, сочтут роман банальным и нуждаются в напоминании, что шаблонной коллизию, положенную в основу произведения, сделали последователи Хайнлайна. Вероятно, для многих начинающих читателей «Пасынки Вселенной» могут оказаться идеальным введением в фантастический жанр. Сильвано Барбести в рецензии на итальянский перевод «Сирот небесных» (итал. Orfani del cielo) подчёркивал большую разницу между стилевыми и содержательными достоинствами «Вселенной» и «Здравого смысла» и отличие романа Хайнлайна от аналогичных по тематике произведений Олдисса или Желязны, изданных в шестидесятые годы. По мнению Барбести, «сюжет романа известен или, по крайней мере, должен быть известен всем фанатам научной фантастики», и Барбести характеризует его как притчу о силе, знании и невежестве. Впрочем, решение поставленной автором проблемы признано уступающим, например, «Пленённой Вселенной» Гаррисона (по-итальянски названной «Город ацтеков»). Впрочем, несомненным достоинством романа Хайнлайна является не устаревающий с годами стиль изложения: сухой, содержательный, «почти журналистский».
В XXI веке отзывы профессиональных критиков и книжных блогеров изменились мало. Марк Йон (SFF World) в 2019 году подчёркивал, что нужно помнить контекст, в котором обе повести создавались: это раннее творчество писателя, который ещё только завоёвывал свою аудиторию. «Вселенная» вышла после повести «Никудышное решение», но до «А ещё мы выгуливаем собак»; «Здравый смысл» — после «По пятам» (публикуемого в том же номере Astounding под псевдонимом Энсон Макдональд), но до «Утраченного наследия». Обе повести популяризировали то, что стало НФ-тропом, — корабль поколений, хотя данная идея даже в 1941 году не являлась новой. С точки зрения М. Йона, «Пасынки Вселенной» — не самое популярное произведение Хайнлайна и в связке двух сюжетов «Вселенная» увлекательнее и хорошо смотрелась бы в составе «Истории будущего» в одном контексте с «Человеком, который продал Луну» или «Зелёными холмами Земли» (на который имеется ссылка в тексте). Впрочем, как целостное повествование обе повести вполне органично сочетаются. Не оригинальным являлось и сюжетное допущение о мутантах-каннибалах, приветствующих друг друга фразой «Добрая еда!», новаторством Хайнлайна являлось то, что они более человечны и вызывают больше читательской симпатии, чем правоверные подданные Главного Инженера и Капитана. С точки зрения читателя XXI века, роман портит мизогиния: в традициях бульварной фантастики присутствует женский персонаж (жена Хью Хойланда), у которой случается истерика в самый ответственный момент. Равным образом многие действия Джо-Джима подкрепляются не только угрозой применить насилие, но и реальным пинком или ударом ножа. Финал истории может показаться натянутым и неубедительным, но в целом «это не худший из сюжетов Хайнлайна», который демонстрировал «восходящую звезду» своего автора.
Джоэл Геттер в 2017 году заметил, что роман способен «влюбить» в поджанр фантастики о кораблях поколений и Хайнлайн умело выписал целый фантастический мир внутри одного звездолёта. Очень высоко оценены аллюзии к «Трём мушкетёрам» Дюма и превращение технического протокола в религиозные ритуалы. Многие темы короткого романа вполне можно было бы расширить, например ненависти земледельцев к мутантам или преодоления границы между наукой и религией. Феминисткам вряд ли понравится сексизм сороковых годов. Один из шотландских книжных блогеров в 2015 году отмечал, что по стилю и духу «Пасынки Вселенной» больше напоминали «скрибнеровские» романы для юношества, которые Хайнлайн начал писать позднее. Здесь меньше политических аллюзий, и автор избегает откровенной дидактики, но, «как обычно у Хайнлайна, ракетостроение убедительнее биологии». Нет ни одной типичной для него героини, в обществе звездоплавателей женщины низведены до уровня рабынь и, вероятно, «никогда не разговаривают между собой, пока мужчины заняты очень важными делами». В итоге роман признан не лучшим у писателя, но и далеко не самым худшим, и он, бесспорно, сделался современной классикой. Массимо Лучани более оптимистичен, считая роман обязательным к прочтению всеми поклонниками научной фантастики.

## Издания
Первое издание романа вышло в Великобритании в 1963 году, в США книга была опубликована в 1965 году и выдержала множество перепечаток. «Пасынки Вселенной», как и заглавная её повесть «Вселенная», переводились на немецкий (1959), нидерландский (1967), французский (1969), итальянский (1965, 1977, 1995), русский (1977), эстонский (2015) языки. Сокращённый перевод на русский язык Ю. Зараховича печатался в журнале «Вокруг света» в 1977 году, его более полный вариант вошёл в сборник «Невероятный мир» (1989) и так и не завершённое собрание сочинений Хайнлайна издательства «Terra fantastica» (1993, с комментариями А. Балабухи). В 1992 году в Минске увидел свет перевод А. Мухлаевой и в 2002 году в Москве перевод Д. Скворцова. Для серии «История будущего» издательств «Эксмо» и «Terra fantastica» в 2003 году был выполнен новый несокращённый перевод Е. Беляевой и А. Митюшкина, печатавшийся отдельным изданием в 2007 году. Все варианты и издания на русском языке выходили под одинаковым названием «Пасынки Вселенной».
- Universe by Robert Heinlein. Illustrated by Rogers // Astoundung Science-Fiction. — 1941. — Vol. 27, no. 3 (май). — P. 9—42.
- Common Sense by Robert Heinlein. Illustrated by Rogers : The sequel to Heinlein’s «Universe» // Astoundung Science-Fiction. — 1941. — Vol. 28, no. 2 (октябрь). — P. 102—154.
- Orphans of the Sky / by Robert A. Heinlein. — New York : A Signet books. Published by New American Library, 1965. — 128 p. — Originally published as a two-part serial in Astounding science fiction in 1941, under the titles: Universe and Common sense.
- Heinlein R. A. Universe // The science fiction hall of fame : The greatest science fiction novellas of all time. Chosen by the members of The Science Fiction Writers of America / Ed. by Ben Bowa. — New York : Avon Books, 1974. — Vol. IIA. — P. 179—225. — 572 p. — ISBN 0-380-00038-5.
- Хайнлайн Р. Пасынки Вселенной / Пер. Ю. Зараховича // Вокруг света. — 1977. — № 1. С. 36—45, № 2. С. 64—72, № 3. С. 69—77, № 4. С. 70—77, № 5. С. 68—76.
- Хайнлайн Р. Роберт Хайнлайн. Пасынки Вселенной (роман, перевод Ю. Зараховича) // Невероятный мир / Сост. Е. Панаско. — Ставропольское книжное издательство, 1989. — С. 3—97. — 574 с. — 200 000 + 300 000 экз. — ISBN 5-7644-0555-6.
- Хайнлайн Р. Э. Пасынки Вселенной (пер. Ю. Зараховича) // Собрание сочинений / Сост. А. Чертков; Пред. и комм. А. Балабуха; Худ. Я. Ашмарина. — СПб. : Terra Fantastica, 1993. — Т. 2: Революция в 2100 году; Дети Мафусаила; Пасынки Вселенной. — С. 423—536. — 560 с. — 50 000 экз. — ISBN 5-7921-0027-6.
- Хайнлайн Р. А. Пасынки Вселенной = Orphans of the sky / Пер. с англ. Д. В. Скворцова. — М. : Центрполиграф, 2002. — 220, [2] с. — (Фантастика). — ISBN 5-227-01724-7.
- Хайнлайн Р. Пасынки Вселенной / пер. с англ. Е. Беляевой, А. Митюшкина. — М. : Эксмо, 2007. — 256 с. — (Фантастика & фэнтези. The best of). — ISBN 5-699-19553-X.
- Хайнлайн Р. Э. Пасынки Вселенной. История будущего / Пер. с англ. Комм. С. В. Голд. — СПб. : Азбука-Аттикус, 2020. — Кн. 2: Повести, рассказы. — 360 с. — ISBN 978-5-389-18635-4.

### Комментарии
1. ↑  Некоторые сведения о размерах «Авангарда» Р. Хайнлайн привёл в журнальной публикации повести «Здравый смысл». Звездолёт описывался как цилиндр, вращающийся вокруг своей оси. Длина его — 5 миль (8 км), диаметр — 2000 футов (610 м). Внешняя оболочка лишена люков, шлюзов или иллюминаторов, внутри послойно расположены сплошные концентрические палубы: на нижних, оранжерейных поддерживается близкая к земной сила тяжести за счёт вращения корабля-цилиндра, чем выше палубы, тем ниже гравитация, у оси — в Капитанской рубке — господствует невесомость[4][5].
2. ↑  Ближе к финалу главные герои обнаружили тщательно спрятанный бортовой журнал звездолёта «Авангард», из которого узнали, что мятеж начался 6 июня 2172 года. Приблизительно к октябрю самым компетентным членом команды остался рядовой интендантской службы, которого и выбрали Капитаном. Двигатели были остановлены, перестала поддерживаться защита от космического излучения, и начали рождаться мутанты — примерно каждый двадцатый[6][7][8].
3. ↑  Незнакомые люди Экипажа обращаются друг к другу как shipmate[12], что передаётся русским «земляк»[13].
4. ↑  Из-за военных ограничений в 1943 году Astounding вернулся к палп-формату (7 × 10 дюймов), а затем был ещё более ужат в объёме[30].
5. ↑  Массимо Лучани в том же контексте отмечал, что этим нехитрым приёмом Хайнлайн подчёркивал всю глубину деградации культуры обитателей Корабля[88]. О том же писала и исследовательница Фара Мендлезон[англ.][89].

### Монографии и статьи
- Caroti S. The generation starship in science fiction: a critical history, 1934—2001. — Jefferson, North Carolina, and London : McFarland & Company, Inc., Publishers, 2011. — vii, 267 p. — ISBN 978-0-7864-6067-0.
- Clareson T. D., Sanders J. The Heritage of Heinlein : a Critical Reading of the Fiction / Foreword by Frederik Pohl. — Jefferson, North Carolina : McFarland & Company, Inc., Publishers, 2014. — ix, 221 p. — (Critical explorations in science fiction and fantasy ; 42). — ISBN 978-0-7864-7498-1.
- Gifford J. Robert A. Heinlein: A Reader's Companion. — Sacramento : Nitrosyncretic Press, 2000. — xxi, 281 p. — ISBN 978-0-9679-8740-8.
- Mendlesohn F.[англ.]. The Pleasant Profession of Robert A. Heinlein. — London : Unbound[англ.], 2019. — 416 p. — ISBN 978-1-78352-680-2.
- Nevala-Lee A. Astounding. John W. Campbell, Isaac Asimov, Robert A. Heinlein, L. Ron Hubbard, and the Golden Age of Science Fiction. — New York : Dey Street Books, 2018. — vi, 532 p. — ISBN 978-0-06-257195-3.
- Panshin A. Heinlein in Dimension: A Critical Analysis / Introduction by James Blish. — Chicago : Advent Publishers, 1968. — ix, 204 p. — ISBN 911682-01-4.
- Зубов А. А.. Когнитивные аспекты восприятия жанров популярной литературы и их историческая изменчивость // Studia Litterarum. — 2021. — Т. 6, № 2. — С. 10—27. — doi:10.22455/2500-4247-2021-6-2-10-27.
- Зубов А. А. Фантастика как рецепция в истории литературы, XIX—XX вв. // Codex manuscriptus. Вып. 4: Фантастическая литература: история термина, источники изучения, архивные публикации / гл. ред. Д. С. Московская, отв. ред. А. Л. Гумерова, В. С. Сергеева. — М. : ИМЛИ РАН, 2024. — С. 24—50. — 384 с. — 300 экз. — ISBN 978-5-9208-0744-1. — doi:10.22455/CM.2949-0510-2024-4-24-50.
- Паншин А., Паншин К. Мир за холмом: Научная фантастика и путешествие в неведомое / Перевод с английского Павла Полякова. — Омск : КЛФ «Алькор», 2018. — 912 с. — (Шедевры фантастики).
- Паттерсон У. Роберт Э. Хайнлайн в диалоге со своим веком / Пер. А. Речкина. — Минск : Актиния, 2020. — Т. 1: 1907—1948: кривая обучения. — 672 с. — Печатается на правах рукописи. — 30 экз.
- Первушин А. Наука в фантастике: эпизоды истории // Наука и жизнь. — 2024. — № 4 (апрель). — С. 102—115. — 18 000 экз. — ISSN 1683-9528.
- Черкес В. П. Генезис религиозного сознания в романе Р. Хайнлайна «Пасынки Вселенной» // Мир науки, культуры, образования. — 2020. — № 2(81). — С. 533—535. — doi:10.24411/1991-5497-2020-00397.

### Рецензии
- Andrews S. E., Rennison N. Robert A. Heinlein. Orphans of the Sky (1941) // 100 Must-read Science Fiction Novels / Foreword by Christopher Priest. — London : A & C Black, 2006. — P. 67—68. — xxix, 194 p. — ISBN 978-0-7136-7585-6.
- Davidson A. Books :  [англ.] // The Magazine Fantasy & Science Fiction. — 1964. — Vol. 27, no. 4 (October). — P. 37—38.
- Flood L. Book Reviews :  [англ.] // New Worlds Science Fiction : Monthly. — 1963. — Vol. 44, no. 130 (May). — P. 126.
- Kanas N. Ad Astra! Interstellar Travel in Science Fiction (Part 1) :  [англ.] // Analog Science Fiction and Fact. — 2015. — Vol. 85, no. 10 (October). — P. 3—6.
- Lake K. Review: [Robert Heinlein. Orphans of the Sky] // Paperback Iinferno : A publication of the British Science Fiction Association. — 1987. — No. 65, № 0260—0595 (май). — P. 4.
- Miller  P. Schuyler. The reference library :  [англ.] // Analog Science Fact -> Science Fiction. — 1964. — Vol. 74, no. 1 (September). — P. 87.
- Silverberg R. The Spectroscope // Amazing Stories : Fact and Science Fiction. — 1964. — Vol. 38, no. 9 (сентябрь). — P. 119, 127.
- Yon M. Orphans of the Sky by Robert Heinlein. SFFWorld (18 мая 2019). Дата обращения: 12 мая 2023.